# E3 Harelbeke 1991
De E3 Harelbeke 1991 is de 34e editie van de wielerklassieker E3 Harelbeke en werd verreden op 30 maart 1991. Olaf Ludwig kwam na 203 kilometer als winnaar over de streep.

## Uitslag
| Plaats  | Naam              | Ploeg                        | Tijd     |
| ------- | ----------------- | ---------------------------- | -------- |
| Winnaar | Olaf Ludwig       | Panasonic-Sportlife          | 5u12’00” |
| 2       | Phil Anderson     | Motorola                     | z.t.     |
| 3       | Uwe Raab          | PDM-Concorde-Ultima          | + 1”     |
| 4       | Hendrik Redant    | Lotto-Superclub              | z.t.     |
| 5       | Marcel Wüst       | R.M.O.                       | z.t.     |
| 6       | Remig Stumpf      | Histor-Sigma                 | z.t.     |
| 7       | Eddy Planckaert   | Panasonic-Sportlife          | z.t.     |
| 8       | Mario Cipollini   | Del Tongo-MG Boys Maglificio | z.t.     |
| 9       | Eddy Schurer      | TVM-Sanyo                    | z.t.     |
| 10      | Wilfried Nelissen | Weinmann-Eddy Merckx         | z.t.     |